# روز برد
رز الیزابت برد (Rose Elizabeth Bird)‏ (۲ نوامبر ۱۹۳۶–۴ دسامبر ۱۹۹۹)، بیست و پنجمین رئیس دادگاه عالی کالیفرنیا بود. حرفه وی با نخستین‌ها رقم خورده‌است. وی نخستین کاتب زن در دادگاه عالی نوادا، نخستین معاون وکیل تسخیری زن در شهرستان سانتا کلارا، نخستین زنی که در کابینه ایالتی کالیفرنیا خدمت کرد و نخستین رئیس دادگاه عالی زن در دادگاه عالی کالیفرنیا بود. وی همچنین به‌عنوان نخستین و تا به امروز یگانه رئیس دادگاه عالی کالیفرنیا بود که در انتخابات ابقای خود شکست خورد.

## اوایل زندگی و آموزش
برد در ۲ نوامبر سال ۱۹۳۶ در نزدیکی توسان ایالت آریزونا متولد شد. هری برد، پدر برد نوهٔ مهاجران انگلیسی و آن (موسوم به والش) مادرش، آمریکایی ایرلندی‌تبار بود. برد دو برادر بزرگ داشت. پدرش خانواده را رها کرد و زمانی‌که برد پنج ساله بود پدرش فوت کرد. مادرش خانواده را به نیویورک سیتی انتقال داد که برد و برادرانش در آنجا در فقر بزرگ شدند. برد در دبیرستان یک محقق ممتاز بود و یک بورسیه تحصیلی در دانشگاه لانگ آیلند دریافت کرد و مدرک کارشناسی خود را از این دانشگاه بدست آورد. وی بعداً در سال ۱۹۶۵ از دانشکدهٔ حقوق دانشگاه کالیفرنیا برکلی (بولت هال) فارغ شد.

## حرفهٔ حقوقی و سیاسی
برد پس از فراغت از بولت هال، نخستین کاتب قضائی زن در دادگاه عالی نوادا شد. بین سال‌های ۱۹۶۶ و ۱۹۷۴، برد در سمت‌های معاون وکیل تسخیری، معاون ارشد محاکمه و رئیس دیوان استینافی در اداره وکیل تسخیری شهرستان سانتا کلارا، اجرای وظیفه کرد. برد از سال ۱۹۷۲ تا سال ۱۹۷۴، در دانشکدهٔ حقوق استنفورد تدریس کرد. برد در کمپین جری بروان سال ۱۹۷۴ برای سمت فرمانداری داوطلبانه فعالیت کرد و یک مشاور قابل اعتماد محسوب می‌شد. بروان پس از برنده شدن در انتخابات، برد را به‌عنوان وزیر زراعت منصوب کرد. در ماه فوریه سال ۱۹۷۷، برد توسط فرماندار براون به‌عنوان رئیس دادگاه عالی کالیفرنیا منصوب شد.

## رئیس دادگاه عالی کالیفرنیا

### دوران تصدی
دوران تصدی برد در دادگاه عالی جنجال‌برانگیز بود. برد به‌خاطر دیدگاه‌های به شدت لیبرالی، فقدان تجربه قضائی و خون‌گرمی با مخالفت‌های مواجه شد. منتقدانش جسورانه و به‌طور علنی وی را به‌عنوان یک ایدئولوژیست انعطاف‌ناپذیر که دیدگاه‌های شخصی خود را جایگزین قانون و قانون اساسی ایالت کرده بود، مورد حمله قرار دادند.
برد در میان مستشاران در دادگاه خودش نیز جنجالی بود. در مصاحبهٔ تاریخی شفاهی سال ۱۹۹۸، استنلی ماسک، لیبرالیست همکار وی گفت: برد یک حقوق‌دادن باهوش و فصیح بود، اما یک مدیر هراس آور (یکی از مسئولیت‌های اصلی رئیس دادگاه عالی) بود. ماسک ادعا می‌کند که برد مستشاران خود را ملزم ساخته بود که در مورد صحبت درمورد هر دلیلی با وی وقت ملاقات بگیرند.

### نظریات برجسته
مخالفت مستمر وی با مجازات اعدام نقطه ضعف ویژه‌ای برای منتقدان وی بود. برد مجموعاً ۶۵ پرونده مجازات اعدام را که برای استیناف خواهی به دادگاه ارائه شده بود بررسی کرد. در مورد هر پرونده، بر لغو مجازات اعدام اعمال شده در دادگاه تصمیم صادر کرد. در ۶۱ مورد این پرونده‌ها، حداقل سه عضو از هفت عضو دادگاه به نفع تصمیم وی رای دادند.
برد در سال ۱۹۸۱ حکم صادر کرد مطابق قانون اساسی ایالتی، دولت ملزم به ارائه خدمات سقط جنین مجانی برای زنان فقیر است.
در سال ۱۹۸۲ در مخالفت خود استدلال کرد که پیشنهاد پیشنهادی شماره ۸ کالیفرنیا مشهور به لایحهٔ حقوق قربانیان، نباید به رای‌گیری گذاشته شود.
در سال ۱۹۸۴، برد و اکثریت اعضای دادگاه، دادخواست اصلی سال ۱۹۸۴ فدراسیون کارگران آمریکا را مبنی بر رد پیشنهاد اصلاحیهٔ بودجه متوازن در رای‌گیری، پذیرفتند.
افزون بر این، دادگاه تحت رهبری برد، قانون «از اسلحه استفاده کن، زندان برو» کالیفرنیا را که سپری دوران حبس را برای هر جرمی که در آن از اسلحه استفاده شده باشد را جبری می‌ساخت، لغو کرد.

### ابقاء در ۱۹۷۸
برد برای نخستین بار در سال ۱۹۷۸، در برابر یک انتخابات ابقا قرار گرفت. یک کمپین بر ضد وی به راه انداخته شد که برد به آن واکنش نشان نداد. در روز انتخابات، اتهام وارد شد که دادگاه تصمیم گرفته از نشر یک حکم جنجالی الی پس از رای‌گیری سال ۱۹۷۸، خودداری نماید. جنجال برآیند این اتهام، به‌طور قابل ملاحظه‌ای تحت پوشش خبری قرار گرفت اما تا آن زمان برد با کسب ۵۲ درصد رای در برابر ۴۸ درصد رای در سمت خود را حفظ کرده بود.

### عزل در ۱۹۸۶
در سال ۱۹۸۵ برد در مصاحبه‌های خود گفت که مخالفت با احکام وی، از تبعیض جنسیتی، تعصب و ایدئولوژی جناح راست تحت رهبری ادوین میس، دادستان کل ناشی شده‌است. وی گفت: «این‌ها پسران قلدر هستند. میس آنرا در دادگاه عالی آزمایش می‌کند». بعداً بسیاری از دموکرات‌ها اذعان کردند که این اظهارات درمورد وی و سایر اعضای دادگاه که توسط فرماندار براون منصوب شده‌اند، نتیجه معکوس داد. احکام و اظهارات عمومی وی سبب شد که منتقدان وی ادعا کنند که برد نظریات دیدگاه‌های شخصی خود را جایگزین قانون می‌نماید.
کمپین ضد برد تبلیغات تلویزیونی را با نمایش دادن خانواده‌های بازمانده قربانیان قتل که برد و قضات همکار وی هریک کروز رینوسو، جوزف گرودین و آلن بروسارد بر لغو احکام قاتلان آن‌ها رای داده بودند، منتشر کرد. افزون بر برد، رینوسو و گرودین نیز ار جمله هفت قاضی بودند که از کرسی قضاوت دادگاه عالی ایالتی کالیفرنیا عزل شدند.
برد در انتخابات ۴ نوامبر سال ۱۹۸۶ با اختلاف ۶۷ درصد رای مخالف در برابر ۳۳ درصد رای موافق از کرسی قضاوت عزل شد.
قاضی استنلی ماسک که غالباً با برد، رینوسو و گرودین هم‌نظر بود، در جای خود باقی‌ماند. دوازده سال بعد، ماسک علت این‌که وی در مسند قضاوت ماند و برد عزل شد را چنین توضیح داد:
رز برد به دلیل این‌که همیشه به یافتن نقیصه در محکومیت‌های مجازات اعدام و لغو آن‌ها رای می‌داد، مورد تحقیر و سرزنش قرار گرفت. من شاید مجازات اعدام را همانقدر که او دوست دارد، دوست ندارم. حقیقت امر این است که فکر می‌کنم مجازات اعدام درست نیست که یک شخص حق کشتن ندارد و دولت حش کشتن ندارد. اما تفاوت این است که من سوگند یاد کردم که قانون را آن‌چنان‌که است حمایت کنم نه آن‌چنان‌که خودم ترجیع می‌دهم و از این‌رو در تأیید مجازات اعدام رای می‌دادم.
در نتیجهٔ انتخابات سال ۱۹۸۶، فرماندار جورج دکمجیا، قاضی مالکوم ام. لوکاس را به منصب رئیس دادگاه عالی ارتقا داد و سه مستشار جدید را منصوب کرد. دادگاه لوکاس به سمت یک فلسفهٔ قضائی بازرگانی پسند و طرفدار اجرای قانون قدم گذاشت.

## مرگ
برد در ۴ نوامبر سال ۱۹۹۹ در اثر عوارض ناشی از سرطان سینه که از سال ۱۹۷۶ به بعد با آن دست و پنجه نرم می‌کرد، در مرکز پزشکی دانشگاه استنفورد فوت کرد. برد در زمان مرگ ۶۳ ساله بود.

## میراث
برد نخستین و یگانه رئیس دادگاه عالی بود که توسط اکثریت رای‌دهندگان ایالت از کرسی قضاوت کناز زده شد. قبل از برد، هیچ قاضی دادگاه استیناف کالیفرنیا با چنین یک رایی برکنار نشده بود.
پس از مرگ وی، انجمن وکلای تسخیری کالیفرنیا و انجمن حقوق‌دانان زن کالیفرنیا، جایزه‌ای را به افتخار وی ایجاد کردند. دانشکدهٔ حقوق نیویورک سالانه به یکی از دانشجویان جدیداً فارغ شده، جایزه رز برد رئیس دادگاه عالی را به‌خاطر انگیزه در تعقیب قانون منافع عمومی، تفویض می‌نماید.